# ルカ・グァダニーノ
ルカ・グァダニーノ（Luca Guadagnino, 1971年8月10日 - ）は、イタリアの映画監督、脚本家、映画プロデューサーである。

## 来歴・人物
1971年、シチリア州パレルモ県パレルモに生まれる。エチオピアで育つ。
1997年、短篇映画 Qui を監督する。1999年には初の長篇映画『ザ・プロタゴニスツ』を監督、同年の第56回ヴェネツィア国際映画祭に出品されてFEDIC特別賞を受賞する。
2010年9月1日 - 同10日に開催された第67回ヴェネツィア国際映画祭で、審査委員長のクエンティン・タランティーノとともに審査委員を務めた。同年、アメリカ合衆国のコロラド州ボルダーで開催されたボルダー国際映画祭で、前年に発表した監督作『ミラノ、愛に生きる』が最優秀作品賞を受賞する。ティルダ・スウィントンを主演とした同作は、クエンティン・タランティーノが偏愛する2010年の映画の4位に選ばれている。
2017年にはティモシー・シャラメ主演で監督した『君の名前で僕を呼んで』が、サンダンス映画祭を筆頭にベルリン国際映画祭パノラマ部門等で上映され、その年のアカデミー賞では脚本を務めたジェームズ・アイヴォリーが脚色賞を受賞。自身もアカデミー作品賞にノミネートされた。
影響を受けた映画や監督に、『アラビアのロレンス』、『サイコ』、溝口健二、大島渚、鈴木清順、アニメーションの押井守、宮崎駿を挙げている。

## フィルモグラフィ

### 長編映画
| 年   | 題名                                      | 役職                   | 備考                                                    |
| ---- | ----------------------------------------- | ---------------------- | ------------------------------------------------------- |
| 1999 | ザ・プロタゴニスツ The Protagonists       | 監督・脚本・原案       |                                                         |
| 2005 | メリッサ・P 青い蕾 Melissa P.             | 監督・脚本             | 共同脚本                                                |
| 2009 | ミラノ、愛に生きる Io sono l'amore        | 監督・脚本・原案・製作 | 共同脚本                                                |
| 2012 | 家の主たち Padroni di casa                | 製作                   |                                                         |
| 2015 | 胸騒ぎのシチリア A Bigger Splash          | 監督・製作             |                                                         |
| 2015 | Antonia.                                  | 製作                   |                                                         |
| 2017 | 君の名前で僕を呼んで Call Me By Your Name | 監督・製作             | ロサンゼルス映画批評家協会賞監督賞 受賞                 |
| 2018 | サスペリア Suspiria                       | 監督・製作             |                                                         |
| 2021 | ベケット Beckett                          | 製作                   | 『Born to Be Murdered』からタイトル変更 Netflix配信映画 |
| 2022 | ボーンズ アンド オール Bones & All        | 監督・製作             |                                                         |
| 2024 | チャレンジャーズ Challengers              | 監督・製作             |                                                         |
| 2025 | クィア/QUEER Queer                        | 監督・製作             |                                                         |
| 2025 | After the Hunt                            | 監督・製作             |                                                         |
| TBA  | American Psycho                           | 監督・製作             |                                                         |
| TBA  | Untitled Scarface remake film             | 監督・製作             |                                                         |
| TBA  | Artificial                                | 監督                   |                                                         |

### 長編ドキュメンタリー映画
| 年   | 題名                                               | 役職             | 備考     |
| ---- | -------------------------------------------------- | ---------------- | -------- |
| 2003 | ムンド・シヴィリザード Mundo civilizado            | 監督             |          |
| 2003 | ロータス Lotus                                     | 監督・第二班撮影 |          |
| 2004 | 農民の料理 Cuoco contadino                         | 監督・脚本       |          |
| 2008 | The Love Factory #3 Pippo Delbono - Bisogna morire | 監督・脚本・製作 |          |
| 2011 | Inconscio italiano                                 | 監督             |          |
| 2013 | Bertolucci on Bertolucci                           | 監督・製作       | 共同監督 |
| 2014 | Belluscone: A Sicilian Story                       | 製作             |          |
| 2016 | Ombre dal fondo                                    | 製作             |          |

### 短編映画 他
- Qui : 短篇映画、1997年 - 監督
- L'uomo risacca : 2000年 - 監督
- Sconvolto così : 2001年 - 監督
- 『ティルダ・スウィントン : ザ・ラヴ・ファクトリー』 Tilda Swinton: The Love Factory : 主演ティルダ・スウィントン、短篇ドキュメンタリー映画、2002年 - 監督
- Arto Lindsay Perdoa a Beleza (The Love Factory Series) : 短篇ドキュメンタリー映画、2004年 - 監督
- Gli invisibili - Esordi nel cinema italiano 2000-2006 : 監督クリスチャン・カルモシーノ / エンリコ・カロッチ / フランチェスコ・デル・グロッソ / ピエルパオロ・デ・サンティス、2007年 - 出演（本人として）
- Xposé: Episode #4.117 : テレビ映画、2010年 - 出演（本人として）
- Moving Pictures Live!: Strong Women (#2.12) : テレビ映画、2010年 - 出演（本人として）
- Diarchia : 監督フェルディナンド・チトー・フィロマリーノ、短篇映画、2010年 - プロデューサー

## 関連事項
- 第56回ヴェネツィア国際映画祭 （en:56th Venice International Film Festival）
- 第67回ヴェネツィア国際映画祭
- ボルダー国際映画祭 （en:Boulder International Film Festival）

## 註
1. 1 2 3 4 5  Luca Guadagnino, インターネット・ムービー・データベース （英語）, 2011年2月2日閲覧。
2. ↑  Luca Guadagnino, allmovie （英語）, 2011年2月2日閲覧。
3. ↑  Barnes, Brooks (2010年6月11日). “A Guilt Trip That Begot a Partnership”. The New York Times 2011年2月2日閲覧。
4. ↑  “Tarantino, Arriaga, Dapkunaite, Desplechin, Elfman, Guadagnino, Salvatores in the International Jury of Venezia 67”. labiennale.org (2010年7月29日). 2010年7月30日閲覧。
5. ↑  Quentin’s Favorite Movies of 2010, クエンティン・タランティーノ、The Quentin Tarantino Archives (Tarantino.info), 2011年2月2日閲覧。
6. ↑  『サスペリア』ルカ・グァダニーノ監督、【来日インタビュー】
7. ↑  “L.A. Film Critics Association: ‘Call Me By Your Name’ Selected As Best Picture — Winners List”.   DEADLINE (2017年12月3日). 2017年12月3日閲覧。